# Edgar Salis
Edgar Salis (* 20. Mai 1970 als Edgar Rudolf Dietegen von Salis in Malans) ist ein Schweizer Eishockeyfunktionär und ehemaliger -spieler. Er war bis April 2017 Sportchef der ZSC Lions und leitet seitdem die Spielersichtung beim ZSC. Während seiner Spielerkarriere wurde Salis zweimal Schweizer Meister und war Nationalspieler.

## Laufbahn

### Spielerkarriere
Salis wurde in Malans geboren und wuchs auf einem Bauernhof in Chur auf. Er entstammt der Nachwuchsbewegung des EHC Chur, für den er in der Saison 1991/92 sein Debüt in der National League A gab. Zuvor hatte er auch für den EHC Arosa sowie den SC Rapperswil-Jona gespielt. Im Spieljahr 1992/93 stand der Verteidiger für den SC Bern auf dem Eis, zwischen 1993 und 1997 stand er beim Zürcher SC (später ZSC Lions) unter Vertrag. In Folge eines zweijährigen Aufenthalts beim HC Ambrì-Piotta kehrte Salis 1999 zum ZSC zurück und spielte dort bis zu seinem Karriereende im Jahr 2005. Zu seinen Erfolgen zählt der zweimalige Gewinn der Schweizer Meisterschaft mit Zürich (2000 und 2001) sowie der dreimalige Gewinn des IIHF Continental Cups (1998 mit Ambrì, 2001 und 2002 mit Zürich).
Salis nahm mit der A-Nationalmannschaft an den Olympischen Spielen 2002 in Salt Lake City sowie drei A-Weltmeisterschaften teil. Er kam auf insgesamt 95 A-Länderspiele.

### Funktionärskarriere
Im Anschluss an seine Spielerkarriere absolvierte Salis eine Ausbildung zum Sozialpädagogen und war Spieleragent. Im Januar 2009 trat er das Amt des Sportchefs der ZSC Lions an und wurde als solcher Mitglied der Geschäftsleitung. Im April 2017 verliess er den Posten des Sportchefs und übernahm beim ZSC die Spielersichtung im nationalen und internationalen Bereich.